# ウェブスター＝アッシュバートン条約

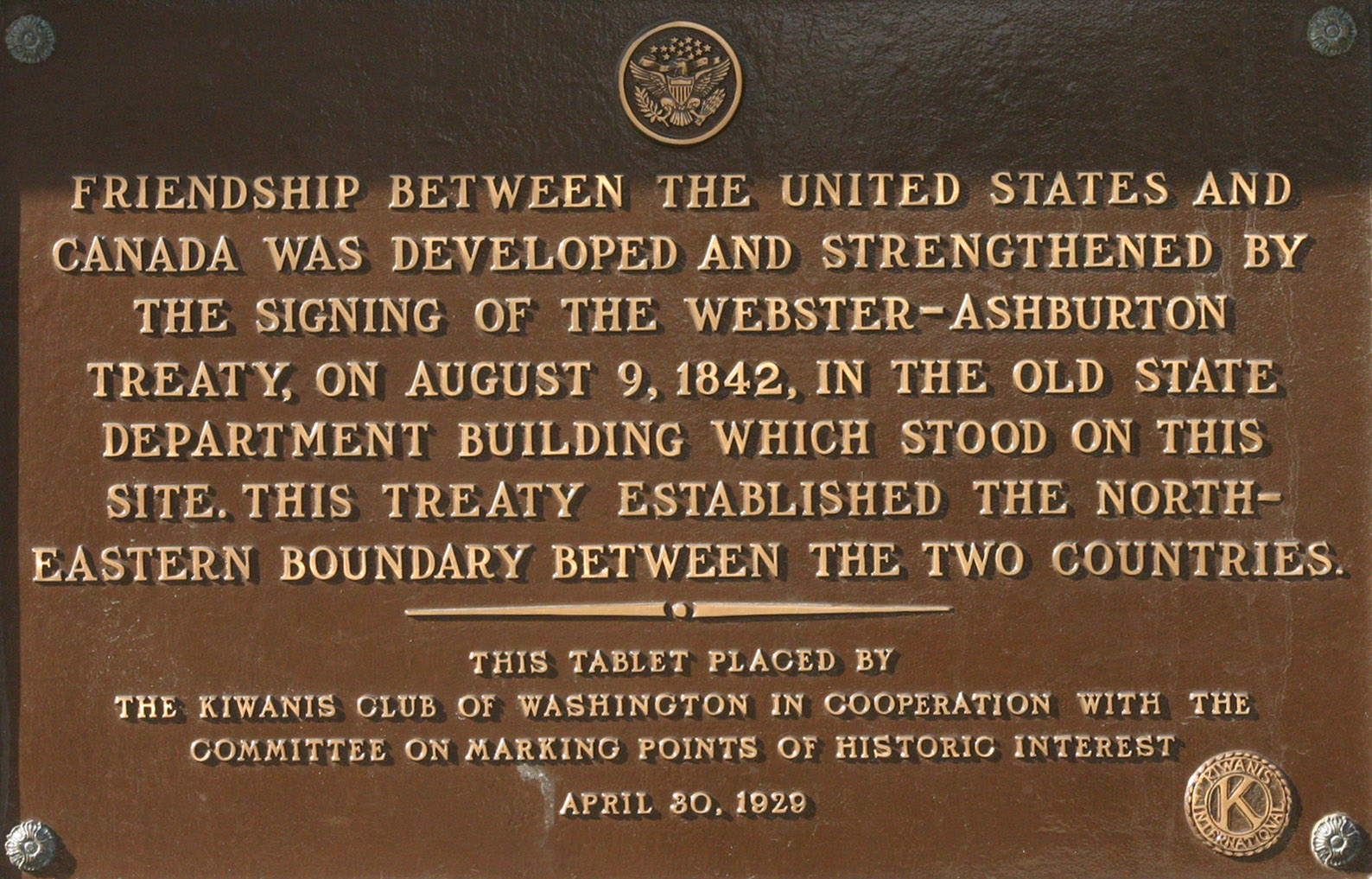
ワシントンD.C.の記念額

ウェブスター＝アッシュバートン条約（ウェブスター＝アッシュバートンじょうやく、英: Webster-Ashburton Treaty）は、1842年8月9日に米英間で調印された条約である。アメリカ合衆国と、当時イギリスの植民地であったカナダの間の国境にあたる、メイン州とニューブランズウィック州の境界線の位置を巡る紛争を解決した。

## 内容
その他にこの条約は以下の項目を含む。1783年のパリ条約で既に定義されたスペリオル湖とウッズ湖の間の境界を詳細に渡って決定。1818年条約で定義された国境線の位置が東海岸から西はロッキー山脈まで北緯49度線上であることを再確認。公海での奴隷貿易を完全に終わらせることへ両調印国が協力、実行。五大湖の共有についての条項に合意した。
条約はアメリカ合衆国国務長官のダニエル・ウェブスターとイギリス枢密顧問官の初代アッシュバートン男爵アレクサンダー・ベアリングによって署名された。条約を記念する額は、ワシントンD.C.の調印がなされた旧国務省跡に置かれた。
この条約が原因で地理的におかしな点が生まれた。アメリカ側の要塞フォート・モンゴメリー(en)がニューヨークの北東部、カナダの国土に建設されてしまっていたため、ニューヨーク州とカナダの間の国境線をセントローレンス川から東のバーモント州の間のみ北緯45度よりも0.75マイルほど北に調節して、放置されていたフォート・モンゴメリーがアメリカ国土に入るようにした。
この条約はメイン州とニューブランズウィック州の国境線沿いで起こっていた非公式な戦闘（アルーストック戦争もしくは木こり戦争として知られる）に終結をもたらし、キャロライン号事件と同様に、インディアン・ストリーム紛争の原因となっていた問題も解決された。係争中の領土を二国間で分けることで国境線を取り決めた。イギリスは、希望していたハリファックス市からケベック市のルートを確保した。またこの条約の結果として、アメリカ合衆国とカナダ国境の西側の部分に一貫性のあるように修正された。そのためアメリカ合衆国は北にごくわずかの土地を手に入れた。クレオール号事件については両国とも条約で話し合わなかった。
結局、この条約における唯一の「敗者」は、もともとの地域の居住者であったブラヨン（と先住民族）である。彼らはアメリカのメイン州と英領カナダのニューブランズウィック植民地の間で、土地だけでなく民族までも二カ国に分けられてしまった。